# Stazione di Acquaviva-Casteltermini
La stazione di Acquaviva-Casteltermini è una stazione ferroviaria posta sulla linea Palermo-Agrigento. Serve i centri abitati di Acquaviva Platani, di Casteltermini e di Mussomeli.

## Storia
Fino al 1º gennaio 1915 era denominata «Acquaviva Platani»; in tale data assunse la nuova denominazione di «Acquaviva-Casteltermini».